# Рат уживо
Рат уживо је српски филм направљен 2000. године у режији Дарка Бајића. Главне улоге тумаче Драган Бјелогрлић, Срђан Тодоровић и Александар Берчек.
Филм је био српски кандидат за Оскара, за најбољи филм ван енглеског говорног подручја за 2001. годину.

## Радња
Београд, 1999. Продуцент Сергеј и његова филмска екипа су у незавидној ситуацији - немају новаца, људи су незадовољни и НАТО почиње бомбардовати град.
Прича се врти око покушаја продуцента Сергеја (Драган Бјелогрлић) да спасе свог копродуцента Харвија Џексона (Дарлин Хини) тако што ће он играти главну улогу у патриотском и храбром филму који се снима током бомбардовања. Држава ће стати иза филма, а послове ће „надгледати“ службеник државне безбедности Милета (Александар Берчек), који ће на првој пројекцији оптужити чланове екипе да „уметничаре, не деле судбину земље и нису патриоте“...
Продуценту и поред тешкоћа на које је наилазио, на крају полази за руком да ради, а једини проблем  има код куће јер супруга са кћерком жели да напусти земљу. Рат као да не дотиче филмску екипу, све до тренутка кад почну њихове личне трагедије. Тада се све мења...

## Улоге
| Глумац                   | Улога              |
| ------------------------ | ------------------ |
| Драган Бјелогрлић        | Сергеј             |
| Срђан Тодоровић          | Дуле               |
| Александар Берчек        | Милета             |
| Велимир Бата Живојиновић | Татула             |
| Дубравка Мијатовић       | Ивана              |
| Весна Тривалић           | Боса               |
| Дарил Хејни              | Харви Џексон       |
| Гордан Кичић             | Ђоле               |
| Милорад Мандић           | Аца                |
| Наташа Нинковић          | Лола               |
| Клара Акерман            | Маша               |
| Никола Пејаковић         | свирач             |
| Тања Бошковић            | министарка         |
| Михајло Бата Паскаљевић  | цивилњак           |
| Јелена Илић              | сниматељка Драгица |